# Flybanger
Flybanger war eine kanadische Nu-Metal-Band, die zuletzt beim Major-Label Columbia Records unter Vertrag stand. Das Debütalbum der Band wurde 2000 bei Gotham Records veröffentlicht.

## Geschichte
Flybanger wurde 1995 unter dem Namen Jar gegründet. Die Band bestand aus Garth Allen (Gesang), Rob Wade (Schlagzeug), Tom MacDonald (Bass) und Brian Fratesi (Gitarre).
Ihr erstes Album Knottskull wurde mit großen Interesse von mehreren Labels aufgenommen. Die Band entschied sich für Gotham Records, wo die 2000 Band ihre EP Outlived produzierte.
Bereits ein Jahr später folgte eine Unterschrift bei Columbia Records, bei der die Band ihr zweites Album Headtrip to Nowhere produzierte und 2001 veröffentlichte.
2005 wurde die Band aufgelöst. Wad und Garth arbeiten gemeinsam an einem neuen Projekt, das The Thick of It heißt.
Die Band tourte bereits mit Größen der Metalszene wie Filter, Machine Head und Orange 9mm.

## Diskografie
- 1997: Harsh and Discord (Eigenproduktion)
- 1998: Knottskull (unter dem Bandnamen Jar)
- 2000: Outlived (EP, Gotham Records)
- 2001: Headtrip to Nowhere (Columbia Records)
- 2003: Jarr (unter dem Namen Jarr, Eigenproduktion)